# Egg Harbor Township
Ne doit pas être confondu avec Egg Harbor ou Egg Harbor City.
Egg Harbor Township est une municipalité américaine située dans le comté d'Atlantic au New Jersey. Lors du recensement de 2010, sa population est de 43 323 habitants. La municipalité s'étend sur 74,93 milles carrés (194,07 km2), dont 8,34 milles carrés (21,6 km2) d'étendues d'eau.
Le nom de la ville, qui signifie littéralement « le port de l'œuf », fait référence aux œufs des goélands.
Initialement située dans le comté de Gloucester, Egg Harbor Township fait partie des quatre municipalités qui forment en 1837 le comté d'Atlantic. Depuis, de nombreuses communautés du township ont pris leur indépendance et sont à leur tour devenues des municipalités, à l'image d'Atlantic City en 1854.
L'aéroport international d'Atlantic City se trouve sur le territoire de la municipalité.